# 다섯 개의 시선
"다섯 개의 시선"(영어: If You Were Me 2)는 2006년에 개봉한 대한민국의 영화이다. 국가인권위원회에서 제작한 인권을 소재로 한 옴니버스 영화 시선 시리즈 중 2번째 작품이다.

## 출연

### 주연
- 정은혜
- 김수현
- 안길강
- 이정헌
- 권재환
- 온주완
- 이진선
- 오태경
- 류승룡
- 이지용
- 공호석
- 박준서

## 같이 보기
- 여섯 개의 시선
- 세번째 시선
- 시선 1318
- 시선 너머
- 어떤 시선
- 시선 사이